# 20690 Crivello
20690 Crivello este un asteroid din centura principală de asteroizi.

## Descriere
20690 Crivello este un asteroid din centura principală de asteroizi. A fost descoperit pe 4 noiembrie 1999 la Socorro, New Mexico, în cadrul proiectului LINEAR. Asteroidul prezintă o orbită caracterizată de o semiaxă mare de 2,95 ua, o excentricitate de 0,11 și o înclinație de 2,8° în raport cu ecliptica.